# Pierre Goursat
Pierre Goursat (París, França, 15 d'agost de 1914 - 1991) va ser un laic catòlic francès i un dels fundadors de l'institut religiós anomenat Comunitat de l'Emmanuel.

## Infància
Pierre Goursat neix a París el 1914, ciutat on viurà tota la seva vida. El seu únic germà mor quan ell encara era un nen.
Jove brillant, Pierre inicia els estudis d'art. La seva conversió a la fe catòlica es produeix a l'edat de 19 anys, durant un període de convalescència d'un atac de tuberculosis. Més tard, recordant aquesta situació, va explicar que una nit va poder escoltar al seu germà dient-li: "t'has convertit en un orgullós".

## Època de formació
Durant la II Guerra Mundial, Pierre es troba amb el cardenal Emmanuel Suhard, arquebisbe de París, i junts es fan grans amics. L'Arquebisbe el confirma la seva vocació d'"adorador" laic, consagrat a Déu en el celibat.
Pierre es va caracteritzar per tenir una salut fràgil, que no li va impedir fer actes de presència en el món cultural. En aquest es consagra a l'evangelització a través de llibres, revistes y la participació en un cercle catòlic d'intel·lectuals. Després s'introduirà al cinema, mitjà en el qual Pierre esdevé amic i conseller de diversos directors i realitzadors, exercint durant deu anys la funció de secretari de l'Oficina Catòlica de Cinema. El 1970 es retira d'aquest mitjà, dedicant-se a una vida més simple.

## Fundació de la Comunitat de l'Emmanuel
L'11 de febrer de 1972, quaranta persones, entre les quals es trobava Pierre Goursat i Martine Catta, es troben per escoltar el testimoni i les explicacions de Xavier Le Pichon qui acabava de tenir una experiència amb la Renovació Carismàtica als Estats Units. Més tard, ells conviden a algunes persones per pregar amb ells a París, segons aquest estil "renovat" de nova corrent religiosa. En començar, cinc són els membres; un any més tard eren més de 500. Aquest va ser l'inici de la Comunitat de l'Emmanuel, de la qual Pierre esdevindrà el primer moderador.
El 1986 el Papa Joan Pau II durant la seva visita al santuari de Paray le Monial dirà a Pierre Goursat: "gràcies per haver fundat l'Emmanuel".
Pierre Goursat mor el 25 de març de 1991. La seva missa exequial va tenir lloc a l'Església de la Santa Trinitat, a París, presidida pel cardenal Jean Marie Lustinger. Fou enterrat a Paray Le Monial.
El consell de la Comunitat de l'Emmanuel va proposar el setembre del 2007 a l'arquebisbe de París l'obertura de la causa de beatificació, obtenint el 2008 l'assentiment del Vaticà, que oficialment va obrir la causa mencionada.